# Иссоп сомнительный
Иссо́п сомни́тельный (лат. Hyssopus ambiguus) — многолетнее растение семейства Яснотковые (Lamiaceae). Содержит эфирные масла; употребляется как пряность в кулинарии.

## Ботаническое описание
Полукустарничек (15)25—40(45) cм высотой. Корневища ветвистые, деревянистые. Стебли тонкие, извилистые, многочисленные, у основания деревянистые, прямые, простые, реже ветвистые от основания, в нижней части четырёхгранные, густо облиственные. Листья голые, почти сидячие, линейные, гладкие, цельнокрайные, острые, 2—4(6) см длиной, 1—2(3) мм шириной.
Цветки голубовато-синие или сине-лиловые. Соцветие — метелка. Прицветники линейные. Плоды — голые, продолговатые, плоские, бурые орешки, около 2 мм длиной, около 1 мм шириной. Цветение в июле—сентябре.

## Распространение и среда обитания
Встречается в России, Монголии и Казахстане: на территории от Алтая до Тарбагатая и Джунгарского Алатау, и в Центральном Казахстане.
Растет на каменистых и щебнистых склонах, сопок и нижнего пояса гор, галечниках рек.